# 裕廊島大道
裕廊岛大道（英語：Jurong Island Highway）為連接新加坡岛裕廊渡头路及裕廊島的主要公路。於1999年3月開通，且該公路為裕廊島對外的唯一道路。